# Delta Geminorum
Delta Geminorum (δ Gem, δ Geminorum) è una stella della costellazione dei Gemelli. È tradizionalmente nota come Wasat, parola araba col significato di centrale o di mezzo.
In cinese la parola 天樽 (Tiān Zūn), che significa Coppa di vino celeste, indica un asterismo composto da δ Geminorum, 57 Geminorum e ω Geminorum nella costellazione cinese del Pozzo dell'Uccello Vermiglio del Sud. δ Geminorum stessa è quindi conosciuta col nome di 天樽二(Tiān Zūn èr) che significa La Seconda Stella della Coppa di Vino Celeste.. O, più semplicemente, Ta Tsun.

## Caratteristiche
La stella ha una magnitudine apparente di +3,5 e appartiene alla classe spettrale F0. Si trova ad una distanza di 59 anni luce.
Wasat è solo due decimi di grado a sud dell'eclittica e perciò è periodicamente occultata dalla Luna e più raramente da un pianeta. L'ultima occultazione da parte di un pianeta è stata quella causata da Saturno il 30 giugno 1857. La prossima occultazione sarà causata da Venere il 12 agosto 2420.
Wasat è in realtà una stella binaria avendo una compagna più fredda, una stella di Classe K non visibile ad occhio nudo, ma facilmente osservabile con un piccolo telescopio. Il periodo orbitale di Wasat e della sua compagna è di 1200 anni.